# C.Th. Zahle
Carl Theodor Zahle (født 19. januar 1866 i Roskilde, død 3. februar 1946 i Gentofte) var en dansk konseilspræsident fra 28. oktober 1909 til 5. juli 1910 og igen fra 21. juni 1913 til 30. marts 1920. Fra 21. april 1918 tituleredes regeringschefen i Danmark statsminister. Han var medstifter af Det Radikale Venstre i 1905.

## Tiden inden Folketinget
C.Th. Zahle var født i Roskilde som søn af skomagermester Christian Lauritz Gottlieb Zahle og Karen Emilie f. Dreyer. Allerede i gymnasiet var han politisk interesseret og følte sig som overbevist demokrat i opposition til den siddende Estrup-regering. Han blev cand.jur. fra Københavns Universitet i 1890, arbejdede en tid ved dagspressen, bl.a. et år som redaktør af Aarhus Amtstidende 1890-91 og ved Politiken, og i 1894 blev han overretssagfører.

## Politisk karriere
I 1895 opstillede han ved folketingsvalget i Ringstedkredsen, blev valgt og siden genvalgt indtil 1928. Fra 1928 til 1939 var han medlem af Landstinget. Han var med til at stifte Venstrereformpartiet og blev i 1901 medlem af Finansudvalget.
Efter uenighed med konseilspræsident J.C. Christensen om forsvarsbevillingerne var Zahle med til i 1905 at stifte Det Radikale Venstre og blev partiets første formand. Han deltog i det stiftende møde for Det radikale Venstre i maj 1905 og støttede Ove Rode og P. Munch, der stod bag det programudkast, som blev forelagt på mødet. Programmet krævede blandt andet dansk neutralitet i militære konflikter, nedskæringer på forsvarsbudgettet og politiske rettigheder for kvinder, tyende og modtagere af fattighjælp.
Han stod bag et mistillidsvotum til Regeringen Holstein-Ledreborg i oktober 1909, og kunne herefter danne en mindretalsregering; den første regering ledet af Radikale Venstre. Året efter udskrev han folketingsvalg, fordi regeringen ikke kunne få flertal for en ny valglov, men måtte efter et valg året efter overlade regeringsmagten til Venstremanden Klaus Berntsen. Zahle blev i 1911 borgmester og herredsfoged i Stege.
I 1913 dannede han på baggrund af et radikalt-socialdemokratisk folketingsflertal igen en radikal regering, og denne regering kom til at sidde helt til 1920, dvs. under hele 1. verdenskrig. Ved krigens udbrud blev det regeringens hovedopgave at sikre Danmarks neutralitet, og det lykkedes ikke mindst takket være udenrigsministeren Erik Scavenius. På trods af neutraliteten medførte krigen af hensyn til forsyningssikkerheden et behov for store, regulerende indgreb i samfundet, og herfor sørgede indenrigsminister Ove Rode. Regeringen opnåede i denne periode også tilslutning til Grundloven af 1915, hvor kvinder og tjenestefolk fik stemmeret, ligesom fremtidige grundlovsændringer kun kunne vedtages ved en folkeafstemning. Den privilegerede valgret til landstinget blev afskaffet og lige valgret for de stemmeberettigede blev således genindført.
Ved krigens slutning var der i den politiske opposition opsamlet en stor portion vrede mod regeringen: den havde været for tyskvenlig under krigen, og erhvervslivet så sin fortjeneste beskåret på grund af reguleringerne. Hertil kom spørgsmålet om Sønderjylland og især om Flensborg. Oppositionen ville have Flensborg til Danmark uanset resultatet af afstemningen, og Zahle nægtede at udskrive valg på spørgsmålet. Hertil kom en truende storkonflikt på arbejdsmarkedet, hvor der var varslet lockout, der skulle træde i kraft 9. april. På et møde den 29. marts anmodede kong Christian 10. Zahle om at træde tilbage, og da denne afslog, afskedigede kongen ministeriet. Da Kongen ikke anmodede Zahle om at fortsætte som leder af et 'forretningsministerium' og Zahle ikke selv nævnte det, så var landet reelt og faktuelt uden en udøvende magt. Det udløste Påskekrisen i 1920, idet De Radikale og Socialdemokratiet betragtede afskedigelsen som grundlovsstridig. Formelt var afskedigelsen ikke i strid med Grundloven, som stillede Kongen frit til at vælge sin regering, men den var i klar strid med den statsretslige sædvane, som opstod med parlamentarismens indtog i 1901 ('systemskiftet'), hvorefter kun et flertal i Folketinget kunne tvinge en regering til at søge sin afsked og kun en regering, som ikke havde et flertal imod sig ('negativ parlamentarisme') i Folketinget, kunne udnævnes af Kongen. Denne 'negative parlamentarisme' blev først fastlagt i Grundloven af 5. juni 1953 (den stadigvæk gældende Grundlov).
Zahle blev ikke statsminister igen, men justitsminister fra 1929 til 1935 i Stauning-Munch regeringen. Denne portefølje havde han i øvrigt også haft i sine egne regeringer, og han havde hele tiden arbejdet for en forbedret, human retspleje. Fra 1936 til 1939 var han formand for Landstinget. Zahle var samarbejdets mand, men var også stærkt præget af Viggo Hørups ideer, og der var en arv helt tilbage fra Bondevennernes tid, som gjorde sig gældende i hans helhjertede indsats for husmændenes sag.
Zahles dagbøger fra perioden 1914 til 1917 blev udgivet i 1974.

## Eksterne hensvisninger
- C.Th. Zahle på gravsted.dk
- Freds – og sikkerhedspolitis leksikon, Det Danske Fredsakademi, Zahle, Carl Theodor

| Efterfulgte: Jørgen Jensen-Klejs | Formand for Landstinget 7. oktober 1936 – 2. oktober 1939 | Efterfulgtes af: Carl Frederik Sørensen |